# Zapaleri
Cerro Zapaleri je vyhaslá sopka v jihoamerickém pohoří Cordillera de Lípez, vysoká 5653 metrů. Na jejím vrcholu se stýkají hranice tří zemí – Chile, Bolívie a Argentiny. V kráteru se nachází jezírko. Vznik sopky se datuje do doby před 2 800 000 lety.
Zapaleri je známé díky bohatým ložiskům obsidiánu, který zde těžily již předkolumbovské civilizace.
Hora tvoří jižní hranici národní rezervace Eduardo Avaroa.